# Prahova (distrikt)
Prahova (rumænsk: județul Prahova) er et distrikt i Muntenien i Rumænien med 829.945 (2002) indbyggere. Hovedstad er byen Ploiești.

## Byer
- Ploieşti
- Câmpina
- Azuga
- Băicoi
- Boldeşti-Scăeni
- Breaza
- Buşteni
- Comarnic
- Mizil
- Plopeni
- Sinaia
- Slǎnic
- Urlaţi
- Vălenii de Munte

## Kommuner
| - Adunaţi - Albeşti-Paleologu - Aluniş - Apostolache - Ariceştii Rahtivani - Ariceştii Zeletin - Baba Ana - Balta Doamnei - Bălţeşti - Băneşti - Bărcăneşti - Bătrâni - Berceni - Bertea | - Blejoi - Boldeşti-Grădiştea - Brazi - Brebu - Bucov - Călugăreni - Cărbuneşti - Ceptura - Ceraşu - Chiojdeanca - Ciorani - Cocorăştii Mislii - Cocorăştii Colţ - Colceag | - Cornu - Cosminele - Drăgăneşti - Drajna - Dumbrava - Dumbrăveşti - Filipeştii de Pădure - Filipeştii de Târg - Fântânele - Floreşti - Fulga - Gherghiţa - Gorgota - Gornet | - Gornet-Cricov - Gura Vadului - Gura Vitioarei - Iordăcheanu - Izvoarele - Jugureni - Lapoş - Lipăneşti - Măgurele - Măgureni - Măneciu - Măneşti - Olari - Păcureţi | - Păuleşti - Plopu - Podenii Noi - Poiana Câmpina - Poienarii Burchii - Poseşti - Predeal-Sărari - Proviţa de Jos - Proviţa de Sus - Puchenii Mari - Râfov - Salcia - Sălciile - Scorţeni | - Secăria - Sângeru - Şirna - Şoimari - Şotrile - Starchiojd - Ştefeşti - Surani - Talea - Tătaru - Teişani - Telega - Tinosu - Târgşoru Vechi | - Tomşani - Vadu Săpat - Valea Călugărească - Valea Doftanei - Vărbilău - Vâlcăneşti |

## Demografi
45°06′N 26°01′Ø / 45.1°N 26.02°Ø